# Џек Антоноф
Џек Мајкл Антоноф (енгл. Jack Michael Antonoff; Бергенфилд, 31. март 1984) амерички је певач, текстописац и музички продуцент. Добитник је једанаест награда Греми. Познат је по писању песама за друге музичаре, међу којима су Тејлор Свифт, Лорд, Сент Винсент, Кендрик Ламар и Сабрина Карпентер.

## Биографија
Рођен је у јеврејској породици у Бергенфилду. Има старију сестру Рејчел. Имао је млађу сестру Сару која је преминула од рака мозга када је имала 13 година, а он био у средњој школи. Одрастао је у Њу Милфорду и Вудклиф Лејку.
Између 2001. и 2001. био је у вези с глумицом Скарлет Џохансон. Касније је био у вези с Лином Данам, а раскинули су у децембру 2017. Године 2023. оженио се глумицом Маргарет Кволи.

## Дискографија
- (2000)
- (2000)
- (2001)

- (2003)
- (2005)
- (2007)
- (2009)
- (2010)

- (2009)
- (2012)

- (2014)
- (2017)
- (2021)
- (2024)

- (2019)

Саундтрекови
- (2013)
- (2017)
- (2018)
- (2022)
- (2024)